# USS Nadli (YTM-534)
USS Nadli (YTB-534) później (YTM-534) – amerykański holownik typu Hisada służący w United States Navy.
„Nadli” zapewniał usługi holownicze i pokrewne w rejonie zatoki San Francisco. Pełnił także rolę zabezpieczenia przeciwpożarowego i służył jako jednostka patrolowa portu wewnętrznego. W marcu 1946 holownik został umieszczony w rezerwie poza służbą i zakotwiczony w Astorii (Oregon). Zmienił kotwicowisko na Green Cove Springs na Florydzie w 1954 i pozostał tam do lipca 1955.
Włączony ponownie do służby w sierpniu 1956 „Nadli” został przydzielony do 3 Dystryktu Morskiego (ang. 3rd Naval District). Przeklasyfikowany na YTM-543 w lutym 1962 pozostał aktywny w rejonie Nowego Jorku do 1967. W następnym roku przeniesiony do 10 Dystryktu Morskiego operował w San Juan Harbor, Portoryko przynajmniej do 1970.